# 莫洛達河
莫洛達河（烏克蘭語：Молода），是烏克蘭的河流，位於該國西部，屬於利姆尼齊亞河的左支流，流經伊萬諾-弗蘭科夫斯克州，河道全長14公里，流域面積846平方公里。